# Marsac, Charente

Marsac este o comună în departamentul Charente, Franța. În 1 ianuarie 2022 avea o populație de 766 de locuitori.